# Franz Bardon
Franz Bardon vagy közismert nevén csak Frabato (Opava, 1909. december 1. – Brno, 1958. július 10.) cseh okkultista, mágus, a hermetikus mágia tanítója.

## Élete
A Monarchiához tartozó Osztrák-Szilézia fővárosa, Troppau (mai Opava) közelében született, Viktor Bardon és felesége, Hedwika (leánykori nevén Heroldkova) elsőszülött fiaként, František Bardon néven.
12 testvére volt, legtöbbjük már gyermekkorában meghalt. Felnőtté csak négy húga válhatott, Stefanie, Anna, Marie és Beatrix.
Az általános iskola elvégzése után varrógépszerelőnek tanult a Minerva Üzemben. Az 1920-as évek végén színpadi művészként lépett fel Németországban, majd a II. vh. után 1951-ig hazájában, Csehszlovákiában is.  Fő foglalkozása azonban a természetgyógyász tevékenység lett, amit 1941-ben kezdett meg. Münchenben szerezte meg az ehhez a foglalkozáshoz szükséges képesítést.
A második világháború alatt Bardont Hitler elfogatta, majd arra buzdította, hogy okkult képességeivel segítsen neki megnyerni a háborút, ő ezt elutasította, mire megkínozták. 1941 júniusában letartóztatták és bevitték Wroclaw és Troppau koncentrációs táboraiba. A tábort megtámadó orosz katonák szabadították ki.[forrás?] 1945-ben orvoshiány miatt néhány hónapra a Rittern Kórház igazgatója lett (Troppau).
Folytatta gyógyítói munkáját, majd 1949-ben és később 1958-ban is letartóztatták különféle vádak alapján (illegális gyógyszerek előállítása, adónemfizetés, hazaárulás) 1958-ban bebörtönözték Brnóban. E fogvatartás alatt halt meg hasnyálmirigy-gyulladásban (pancreatitis), 1958. július 10-én.

### Nevének eredete
Közismert neve, a Frabato szó a Franz (FRA), Bardon (BA), Troppau (németül)-Opava (csehül) (TO) szavak összefoglaló rövidítéséből áll.

## Művei
Élete az egy, igaz hermetikus mágiáról szólt. Három kötetet írt, ezek sorban:
- Az Igazi Beavatás Útja,
- A Mágikus Idézés Gyakorlata
- Az Igazi Kabbala Kulcsa.

Negyedik, önéletrajzi kötete: Frabato, a Mágus, melyet tanítványa és titkárnője Otti Votavova írt meg.
Bardon műveinek legjellemzőbb vonása az egyszerűsége, viszonylag kevés az elméleti rész, a hangsúlyt inkább a gyakorlati feladatokra helyezi. A Tarot beavatási rendszerét használja, minden egyes könyve a Tarot lapjainak feleltethető meg sorban.
Tanítványai, William Mistele és Rawn Clark úgy jellemezték, mint a 20. század legjelentősebb tréningprogramja bármilyen mágikus tevékenységhez. Bardon szerint nem szükséges tanító a szellemi felemelkedéshez, azt önmagunk által ugyanúgy elérhetjük.

### Az Igazi Beavatás Útja
Az Igazi Beavatás Útja lépésről lépésre vezet végig a gyakorlati mágia rögös útján.
Bardon tanítási rendszere nagyon szerteágazó. Az Igazi Beavatás Útja 10 gyakorlati fokozatra van felosztva. A gyakorlatok egyidejűleg célozzák meg a Test, a Lélek, és a Szellem fejlesztését. Ezek a gyakorlatok okkult képességeket indítanak be a tanulóban, nemessé teszik a lelkét, és minden tekintetben javítják az egzisztenciát. Kiegyensúlyozottá teszik, amely elengedhetetlen a spirituális előmenetelhez. Megtisztítja a személyiségét, nehogy rossz kezekbe kerüljön a misztérium. A tanuló be fogja látni ezt.
A Mentális gyakorlatok egyszerű megfigyeléssel kezdődnek, innentől minden feladat az előzőre épül.
Az Asztrális gyakorlatok módszeresen fedezik fel a saját pozitív és negatív valónkat, majd átalakítják a negatívakat előnyökké.
A Fizikai test gyakorlatai kezdődnek az egyszerű tornagyakorlatokkal, fizikai, egészségi odafigyeléssel, a későbbiekben viszont ezeket építi be a mágikus gyakorlatokba, rituálékba. A Test uralására nagyobb hangot fektet minden más beavató rendszernél.
Franz Bardonnak tulajdonítják "A Nagy Arkánum" című 9 részes táblázatot is, amely az erények és szenvedélyek listája az Elemek szerint, és az Asztrális/lelki kiegyensúlyozottság eléréséhez igen komoly gyakorlati segítség.

### A Mágikus Idézés Gyakorlata
A Mágikus Idézés Gyakorlata Bardon második kötete a Szent Misztériumokból. Átadja a tudást a kapcsolatteremtéshez a különböző lényekkel, amelyek a földet, a bolygókat, a csillagokat, holdakat, idegen szférákat lakják. A Hermetikában különleges eszközökre van szükség ezekhez a rituálékhoz, amelyek készítését megtanítja. Szorosan kapcsolódik az Az Igazi Beavatás Útja-hoz, az abban leírt beavatás nélkül nem tudjuk véghezvinni az itt megadott gyakorlatokat. A Beavatottnak uralkodnia kell a megidézett lényeken, Isteni Hatalommal rendelkezik felette, a megidézett lények megpróbálnak befolyást nyerni felette, ám ellen kell állnia neki.

## Magyarul
- Frabato. Önéletrajzi regény; ford. Csáky István; Tabula S., Somogyvámos, 1999
- Az igazi beavatás útja. Tanfolyam tíz fokozatban. Elmélet és gyakorlat; ford. Dubrovszky László; Tabula S., Somogyvámos, 1999
- A mágikus idézés gyakorlata. Útmutatás a minket körülvevő szférák lényeinek hívásához; ford. Csurgó Sándor; Tabula S., Somogyvámos, 2001
- Az igazi kabbala kulcsa. A kabbalista, mint a mikro- és makrokozmosz ura; ford. Dubrovszky László; Tabula S., Somogyvámos, 2002
- Válaszok Arion mestertől; szerk. Dieter Rüggeberg, ford. Csurgó Sándor; Tabula S., Somogyvámos, 2004